# Freital (motorfiets)
Freital is de merknaam van een aantal motorfietsen, die in feite gewone DKW's waren.
De bedrijfsnaam was: Zschopauer Motorenwerke J.S. Rasmussen AG, Zschopau.
In feite ging het hier om normale 173cc-DKW’s, die uit commercieel oogmerk de merknaam "Freital" kregen. De machines werden echter alleen in 1925 en 1926 onder deze naam geleverd.